# 溶血

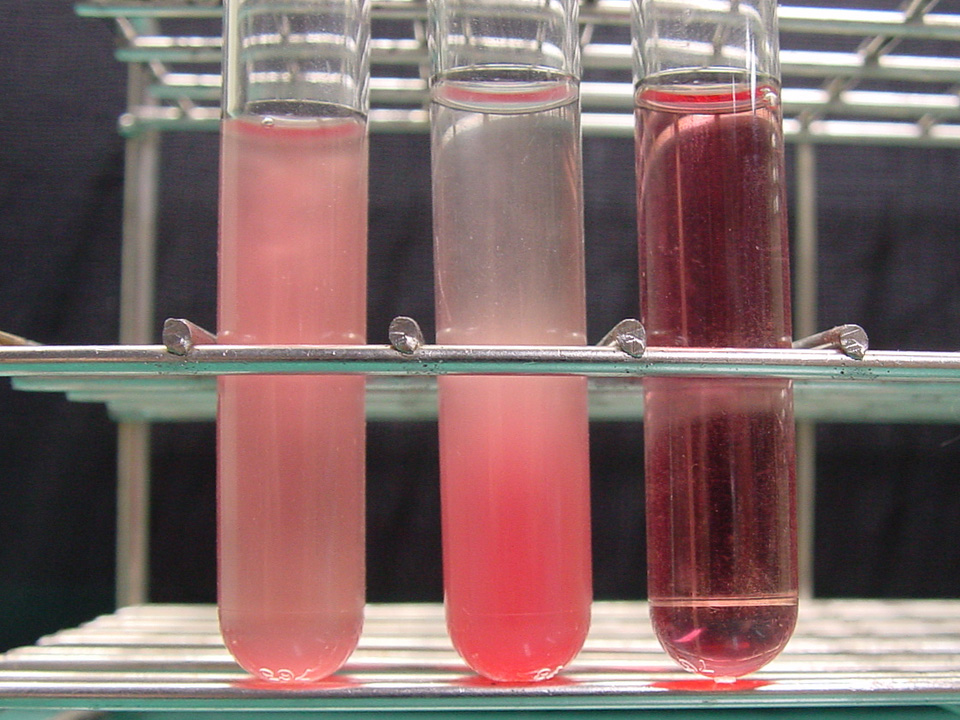
溶血
溶血していない赤血球の浮遊液（左）は赤く不透明であり、静置すると赤血球が沈んで（中央）上澄みは無色であることが判る。溶血がおきると（右）液全体が赤色透明に変化し、時間をおいても沈降は見られない

溶血（ようけつ Hemolysis）とは、赤血球が破壊される現象のこと。

## 概要
溶血とは、赤血球の細胞膜が、物理的または化学的、生物学的など様々な要因によって損傷を受け、原形質が細胞外に漏出して、赤血球が死に至る現象である。血液には白血球やリンパ球など、赤血球以外の血球成分も含まれているが、「溶血」は赤血球についてのみを対象とした用語であり、赤血球以外の細胞の崩壊について溶血という語を用いることはない。
溶血を起こした赤血球は、あたかも溶けてしまったように細胞としての形や大きさを失って崩壊し、漏出したヘモグロビンによって細胞外の溶液（血漿など）が赤く着色する。溶血前の、正常な血液や赤血球を生理食塩水などに浮遊させた溶液（赤血球浮遊液）は、赤色不透明な懸濁液であるが、溶血を起こすと赤色透明な溶液に変化する。

## 分類
in vitro溶血とin vivo溶血溶血は、生体外に取り出した後の血液や赤血球について観察することが多いが、ヒトなどの動物の生体内でも起きることが知られている。前者をin vitro溶血、後者をin vivo溶血（生体内溶血）と呼んで区別することがある。in vivo溶血はさらに、血流中（血管内）で溶血が起こるものと、脾臓における赤血球の破壊などのように特定の臓器で起きるものとに分類され、前者を血管内溶血、後者を血管外溶血と呼ぶ。医学分野においては、前者（血管内溶血）のことを単に「溶血」という場合も多い。
特異的溶血と非特異的溶血溶血は、赤血球の細胞膜の破壊によって引き起こされる現象であるが、この細胞膜の破壊が赤血球に特異的な場合と、赤血球以外の細胞にも作用する場合がある。前者を特異的溶血、後者を非特異的溶血と呼ぶ。特異的溶血は、赤血球に特異的な抗体によって引き起こされる免疫学的な反応であり、赤血球に結合した抗体と補体の働きによって起きる。非特異的溶血は、より普遍的な細胞毒性、細胞傷害性による現象である。
細菌の溶血分類細菌には溶血素を産生して赤血球を溶血するものが存在し、その血液寒天培地上での溶血のパターンによって、α型、β型、およびγ型（溶血を起こさないもの、非溶血性）に大別される。詳細は後述する。

## 原理
溶血は、赤血球の細胞膜破壊によって起きる現象である。これは物理的、化学的、生物的なさまざまな要因によって発生する。

浸透圧と溶血。低張液中（右）では赤血球の内部に水が流れ込んで溶血する。

物理的な要因としては、圧力や遠心力その他、各種の機械的なストレスが挙げられる。代表的なものとしては、採血時に注射器内が過剰に陰圧になることや、遠心分離の過程で過剰な遠心力に曝されること、赤血球液を乱暴に撹拌したり、泡立てることなどがある。また、浸透圧が低い溶液（低張液）に赤血球を混ぜると、浸透圧の違いによって、細胞外の水が半透膜である細胞膜を通過して細胞内に流れ込みつづけ、最終的に赤血球が破裂することも、代表的な溶血現象である。正常な浸透圧脆弱性を有する赤血球ではNaCl濃度0.5%の食塩水中で溶血を開始し、0.35%で完全に溶血する。この他、赤血球液の凍結融解なども溶血の原因になる。
化学的な要因としては、各種の溶媒や界面活性剤により、細胞膜を構成する脂質が溶解、損傷することで溶血を起こす。メタノール、エタノールなどのアルコール類や、アセトンほか各種の有機溶媒、石けんなどが挙げられる。一部の植物に含まれるサポニンなど、界面活性作用を持つ生理活性成分には赤血球に対しては溶血性を示すため細胞毒性を示すものがあり、特に毒性の高いものには溶血毒と呼ばれるものもある。真菌感染症の治療に用いる薬剤（抗真菌薬）には、真菌の細胞膜を傷害することで殺菌活性を発揮するものもあるが、これらはまた赤血球細胞膜をも傷害して、溶血を起こしうる。
生物学的な要因としては、抗体や補体によって起きる溶血が知られる。赤血球に対する抗体が結合することで、あるいは別の活性化機構によって補体活性化のシグナル伝達が始まると、補体の各成分が順次活性化されていき（カスケード反応）、最終的に細胞膜を貫通するチャネル様のタンパク質複合体が形成されて細胞膜に孔があき、溶血を起こす。この他、病原性の細菌が産生するタンパク質にも同様な機構で溶血性を示すものがあり、これらは溶血素（ようけつそ、ヘモリジン）と総称される。

## 溶血の問題点と利用
医療上、輸血や血液検査などのために採血を行ったときや、赤血球を利用した実験（ウイルスによる血液凝集反応の確認など）を行う場合、溶血はしばしば望ましくない結果をもたらす。溶血が著しい血液は輸血に用いることが出来ず、また検査や実験の結果に影響を与えて、その結果の信頼性を失わせ、実験や検査の失敗につながる。生体内において溶血が起きると（in vivo溶血）、細胞の破壊によって赤血球が不足して、貧血などの原因になることがある。詳細について溶血性貧血を参照のこと。
一方、溶血は肉眼でも容易に観察が可能な現象であることから、生物学実験や検査医学の分野では古い時期から利用されてきた。蒸留水中で起きる溶血は、浸透圧と半透膜の性質を理解するためのモデルとして、しばしば教材等に利用されている。細胞膜に傷害を与えるかどうかを指標とした、細胞毒性の簡便なスクリーニングに利用することも可能である。また、化膿レンサ球菌感染の指標となる抗ストレプトリジンO試験（anti streptolysin O, ASO, ASLO) も、従前は溶血を指標とする検査法が一般的であった。このほか、細菌学の分野ではさまざまな細菌を鑑別同定し分類するために溶血性の確認が利用されている（次節を参照）。

## 細菌の溶血性

細菌の溶血
溶血性が異なる3種類の細菌を含んだ溶液で、血液寒天培地上にそれぞれ文字を描き、その後37℃で一晩培養したもの。
（左）α型:不完全透明で緑変。溶血帯が狭い
（中央）β型:完全透明で溶血帯が広い
（右）γ型:（非溶血）

細菌の中には、血液寒天培地上で培養すると、そのコロニーの周辺の培地に含まれる赤血球を溶血させるものがあることが知られている。肉眼での観察が可能であり、微生物学や細菌学の分野ではこれを特に（細菌の）溶血と呼ぶ。この溶血はコロニーから一定の距離内の領域（溶血帯、溶血環）で起き、例えば正円形のコロニーを作る細菌の場合、コロニーを中心とした同心円状の溶血帯が観察される。これは、これらの細菌が溶血素を産生し、それがコロニーから周囲の寒天培地中に均一に拡散するためである。
細菌によって、溶血を起こすものと起こさないもの、また溶血を起こすものでも溶血帯の大きさや色調、透明度に違いが見られる。これらの溶血性の違いは、α、β、γ型として分類されている。
α型（α溶血）細菌のコロニー周辺の培地で赤血球が溶血を起こし、その部分の培地が緑色を帯びた色調（緑〜褐色）に変色する。溶血を起こす領域（溶血帯）は狭く、1mm未満程度のものが多い。また溶血帯内でも、溶血を起こさない赤血球の残存が認められる（＝不完全溶血である）。溶血素および緑色色素の本体はよく判っていない。ただし、細菌が産生する過酸化水素などの過酸化物が関与することで、赤血球が傷害されるとともに、ヘモグロビンに含まれる鉄イオンが酸化されてメトヘモグロビンなどの物質に変化することで緑色に変色するという説がある。
α'型（アルファ・プライム-）α型と下記のβ型の中間的な性質のものを、α'型と呼ぶ場合がある。溶血帯が狭い不完全溶血だが緑変をほとんど認めないものを指す。β溶血素に類似するが活性が弱い溶血素を産生する菌などに見られる。
β型（β溶血）色調の変化は認められず、培地が完全透明に変化する。溶血帯は広く、その内部ではほとんどの赤血球が溶血によって消失する（＝完全溶血）。細胞膜に孔を生じるなどの機能を持つ、細胞傷害性の強い溶血素を産生する細菌で見られる。
γ型溶血を起こさない（非溶血性の）ものは、上記のαおよびβとの比較から、便宜上その溶血性を「γ型である」と呼ぶことがある。
これらの溶血性は、同一の培養条件下では細菌の種類によってほぼ一定であるため、細菌学が始まった19世紀末頃から、細菌の鑑別同定および分類に利用されてきた。特にレンサ球菌属では、歴史的に種間の分類の指標として用いられ、α溶血性のものを、α溶レン菌（α溶血性レンサ球菌）、または緑レン菌（緑色レンサ球菌、"Streptococcus viridans）、β溶血性のものをβ溶レン菌、または単に溶レン菌と大別した。この便宜的な分類群は臨床分野では未だに頻用されており、後の生物学的な分類体系にも反映されている。また、レンサ球菌属のうち、ストレプトコッカス・アガラクチアエ（S. agalactiae、B群β溶血性レンサ球菌）は、単独ではαないしα'型の不完全な溶血性を示すが、黄色ブドウ球菌のβ溶血素の共存下では、本菌の弱いβ溶血素の活性が増強されて、結果として強いβ溶血を示すようになる。この現象はCAMP試験と呼ばれ、本菌を同定する際の指標として利用されている。
同一の細菌であっても、赤血球の種類（採血した動物種:ウサギ、ヒツジ、ウマなど）や培地に添加される成分（特にグルコースなどの還元糖）によって、溶血性に違いがあらわれることがある。これはその溶血素の活性がpHや酸素の存在によって影響を受ける場合によく見られる。このため、溶血性によって細菌を鑑別同定する場合には、その細菌に応じた培養条件下で判定をする必要がある。